# Kevin Weisman
Kevin Weisman (Los Angeles, 29 de dezembro de 1970) é um ator norte-americano, conhecido pelo personagem Marshall Flinkman da série de televisão Alias.

## Filmografia

### Televisão
| Ano       | Título                   | Papel             | Notas                |
| --------- | ------------------------ | ----------------- | -------------------- |
| 1995      | Frasier                  | Decorador         |                      |
| 1997      | The Weird Al Show        | Spike             |                      |
| 1997      | Pauly                    | Burger            |                      |
| 1998      | ER                       | Glenn Karkowski   |                      |
| 1998      | The Drew Carey Show      | Carl              |                      |
| 1998      | Maggie Winters           | Harold            |                      |
| 1999      | JAG                      | Jerry Kemp        |                      |
| 1999–2000 | Roswell                  | Larry             |                      |
| 2000      | Felicity                 | Earl              |                      |
| 2000      | The Pretender            | Mr. Abel          | Episódio: "Meltdown" |
| 2000      | The X-Files              | Anson Stokes      |                      |
| 2001      | Gideon's Crossing        | Mr.Ryan           |                      |
| 2001      | Charmed                  | Lukas             |                      |
| 2000–2001 | Buffy the Vampire Slayer | Dreg              |                      |
| 2001–2006 | Alias                    | Marshall Flinkman | Papel Recorrente     |
| 2006      | Mr. Nice Guy             |                   |                      |
| 2007      | Moonlight                | Steve Balfour     |                      |
| 2007      | Chuck                    | Reardon Paine     |                      |
| 2007      | October Road             | Duncan Bow        |                      |
| 2010      | Human Target             | Martin Gleason    | Episódio: "Lockdown" |
| 2010      | CSI: Miami               | Ricky Spano       | Episódio: "Meltdown" |
| 2010      | Fringe                   | Gemini            | Episódio: "6955 kHz" |
| 2017-2019 | Marvel's Runaways        | Dale Yorks        | Elenco Principal     |

### Filmes
| Ano  | Título             | Papel        | Notas |
| ---- | ------------------ | ------------ | ----- |
| 1999 | Man of the Century | Squibb       |       |
| 2000 | Robbers            | Director     |       |
| 2000 | Gone in 60 Seconds | Intern #2    |       |
| 2002 | Buying the Cow     | Cabdriver    |       |
| 2006 | Clerks II          | Hobbit Lover |       |
| 2009 | Space Buddies      | Dr. Finkel   |       |
| 2009 | Undocumented       | Jim          |       |
| 2010 | Flipped            | Daniel Baker |       |
| 2011 | Bending the Rules  | Gil          |       |
| 2016 | The Trust          | Roy          |       |